# Robert Mrazek

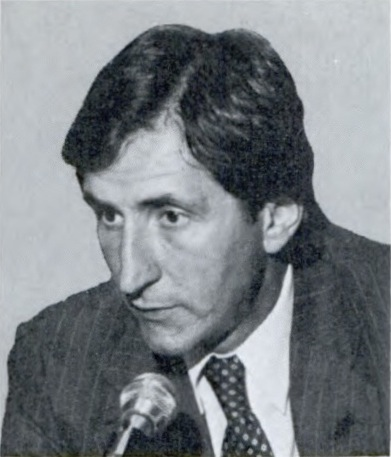
Robert Mrazek (1990)

Robert Jan Mrazek (* 6. November 1945 in Newport, Rhode Island) ist ein US-amerikanischer Romanautor und ehemaliger Abgeordneter der Demokratischen Partei für den Staat New York im Repräsentantenhaus der Vereinigten Staaten.
Mrazek wurde in Newport geboren und wuchs in Huntington, New York, auf. Er studierte an der Cornell University, trat 1968 in die US Navy ein und nahm am Vietnamkrieg teil, bis er aufgrund einer Verletzung zurück in die USA kam. Anschließend arbeitete er als persönlicher Berater von US-Senator Vance Hartke, bis er sich 1971 als Antiquar selbständig machte. Von 1975 bis 1983 war er Parlamentsmitglied im Suffolk County, von 1983 bis 1993 dann Kongressabgeordneter der Demokraten. Seine Verwicklung in den sogenannten Rubbergate- oder House Banking-Skandal 1992 führte 1993 zu seinem Rücktritt. Er lebt heute abwechselnd in den Staaten New York und Maine.
Sein erster Roman erschien 1999, drei weitere folgten bisher, von denen der vorletzte unter dem Titel Die Stunde der Verräter 2006 auf Deutsch erschienen ist. Während die ersten beiden Romane im Amerikanischen Bürgerkrieg spielen, geht es in „Die Stunde der Verräter“ um eine angebliche Verschwörung im Zweiten Weltkrieg. Sein Erstling „Stonewall’s Gold“ erhielt 1999 den Michael Shaara Prize für den besten Bürgerkriegsroman, 2007 wurde „The Deadly Embrace“ mit dem W.Y. Boyd Literary Award for Excellence in Military Fiction ausgezeichnet.

## Werke
- Stonewall's Gold. A Novel of the Civil War. Dunne Books, New York 1999, ISBN 0-312-20024-2.
- Unholy Fire. A Novel of the Civil War. Dunne Books, New York 2003, ISBN 0-312-30673-3.
- Die Stunde der Verräter. Roman („The Deadly Embrace. A Novel of World War II“, 2006). Goldmann, München 2006, ISBN 978-3-442-46488-3.
- A Dawn Like Thunder. The True Story of Torpedo Squadron Eight. Little Brown, New York 2008, ISBN 978-0-316-02139-5.